# Eustheniidae
Eustheniidae es una familia de insectos en el orden Plecoptera (moscas de las rocas). Son nativos de Australia, Nueva Zelanda y Chile.
Las ninfas (como los Eusthenia spectabilis) viven en lagos, ríos y arroyos de cauces rápidos, se adhieren a las rocas. Son carnívoros. Llevan de 2 a 3 años para convertirse en adultos.

## Géneros
Los géneros incluidos en esta familia son:
- Cosmioperla McLellan, 1996
- Eusthenia Westwood, 1832
- Neuroperla Illies, 1960
- Neuroperlopsis Illies, 1960
- Stenoperla McLachlan, 1867
- Thaumatoperla Tillyard, 1921
- † Boreoperlidium Sinitshenkova, 2013
- † Stenoperlidium Tillyard, 1935